# پادشاه بولهیو
پادشاه بولهیو (هانگول:벌휴왕)، (سلطنت؛ ۱۸۴~۱۹۶) نهمین پادشاه شیلا یکی از سه پادشاهی کره بود. او همچنین به عنوان یکی از نوه‌های پادشاه تالهه چهارمین پادشاه شیلا نام خانوادگی او سوک بود.

## پیش زمینه
سامگوک ساگی بیان می کند که زمانی که پادشاه پیشین آدالا بدون وارث درگذشت، توسط مردم به پادشاهی رسید. رسیدن او به تاج و تخت چندین نسل از حکومت مستمر قبیله پارک از نوادگان بنیانگذار شیلا پارک هیوک‌گوسه را شکست.
بولهیو نوه پادشاه تالهه قود، اما این موضوع مورد تردید است زیرا او ۱۰۴ سال پس از مرگ تالهه بر تخت نشست.

## حکومت
در سال ۱۸۵ میلادی او یک حکومت کوچک به نام سومون‌گوک (در اویسونگ امروزی) را فتح کرد.  شیلا در سالهای ۱۸۸ میلادی (در اطراف جینچون) ۱۸۹ و ۱۹۰ میلادی (در اطراف یچون) با پادشاهی همسایه بکجه جنگید.

## خانواده
- پدربزرگ: پادشاه تالهه
- مادربزرگ: ملکه آهیو، دختر پادشاه نامهه
- پدر: ولیعهد سوک گوچو
- مادر: ملکه جیجینالیه از قبیله کیم
- همسر: نامشخص
  - پسر: سوک گوگجونگ
    - نوه: پادشاه چوبون، یازدهمین پادشاه شیلا
    - نوه: پادشاه چومهه، دوازدهمین پادشاه شیلا
    - نوه: بانو سوک
    - نوه: سوک دونگبوسوک

  - پسر: سوک ایمه
    - نوه: پادشاه نه‌هه، دهمین پادشاه شیلا

  - پسر: سوک دونگبو
    - نوه: پادشاه شیلسونگ، هجدهمین پادشاه شیلا